# La musica mi prende come l'amore
La musica mi prende come l'amore è un album in italiano di Léo Ferré del 1977, il secondo in italiano dopo La solitudine del 1972. Si tratta di una raccolta di canzoni, tradotte in italiano da Guido Armellini, che aveva pubblicato in Francia nell'album Je te donne (1976). Il disco fu registrato, presso gli studi Regson di Milano, dal fonico Paolo Bocchi.

## Tracce
Traduzioni : Guido Armellini
Lato A
1. Io ti do - 3:39
2. La Morte dei lupi - 9:44
3. Love - 10:23
4. Muss es sein ? Es muss sein ! - 3:30

Lato B
1. Coriolan, ouverture (Musica : Ludwig van Beethoven) - 9:41
2. I Superlativi - 7:33
3. Requiem - 7:11

La ristampa in CD (2000) aggiunge tre tracce per l'accoppiamento originale: la canzone Cecco  (testo: Cecco Angiolieri), ha pubblicato un lato di un 45 nel 1980, e due demo di difficile datazione, con testi che non hanno ottenuto fino ad oggi.
Bonus
1. Cecco ("S'i' fosse foco, ardere' il mondo") - 5:36
2. Gialla - 2:13
3. Io passai la vita dentro di te - 3:36

## Musicisti
- Orchestra Sinfonica di Milano